# Menophra canariensis
Menophra canariensis là một loài bướm đêm trong họ Geometridae.